# Little Paris
Pour plus de détails, voir Fiche technique et Distribution.
Little Paris est un film allemand réalisé par Miriam Dehne, sorti en 2008.

## Synopsis
À cause de la réplique de la tour Eiffel sur le toit de l'usine locale, Kleinstadt (« Petite ville » en allemand) est surnommé Little Paris. Luna, 23 ans, qui a grandi après la mort de sa mère avec sa tante Pat, un personnage peu conventionnel, travaille à l'usine. Elle donne bénévolement des cours de danse aux enfants et rêve d'une carrière de danseuse. Un concours de danse, dont la récompense est la participation à un clip, amène les danseurs de la "grande ville" et leurs styles de danse à Kleinstadt. Luna fait la connaissance de G qui lui donne des leçons. G la motive à participer au concours et à changer de vie radicalement. Luna se sépare de son petit copain Ron, sa tante Pat et ses amies Eve et Barbie. Elle quitte Little Paris pour aller à Berlin avec G. Luna va jusqu'à la finale du concours où elle perd. Mais son chemin vers la gloire la mène à New York.
Eve a préféré renoncer au concours et aux illusions qu'il lui apportait, et mener une petite vie tranquille de famille avec Stefan.
Barbie travaille la journée dans un magasin de crème glacée et le soir dans un club échangiste. Elle n'a plus l'envie d'une vie avec Wassily, ni n'accepte plus la réalité. Elle se suicide.

## Photos du film

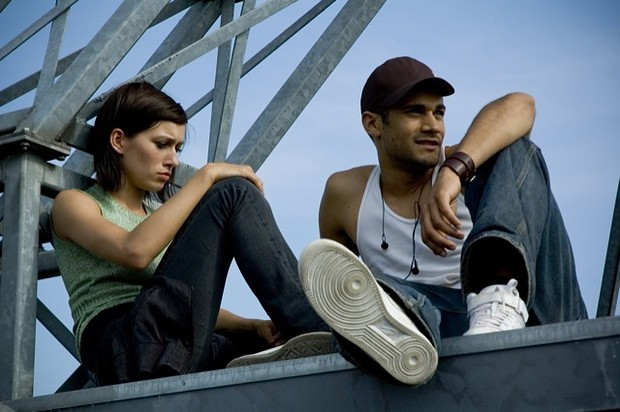
Luna et G (Sylta Fee Wegmann et Patrick Pinheiro (de))
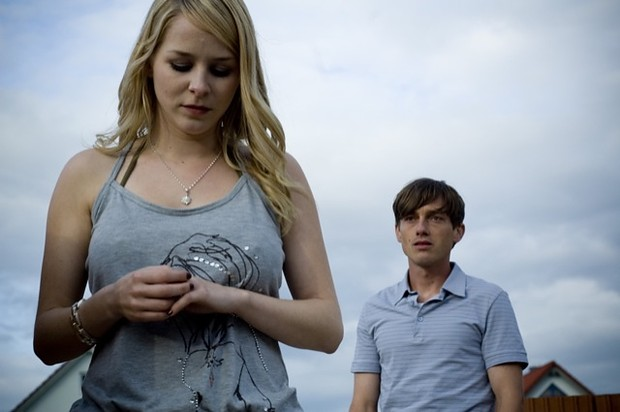
Eve et Stefan (Jasmin Schwiers et Volker Bruch)
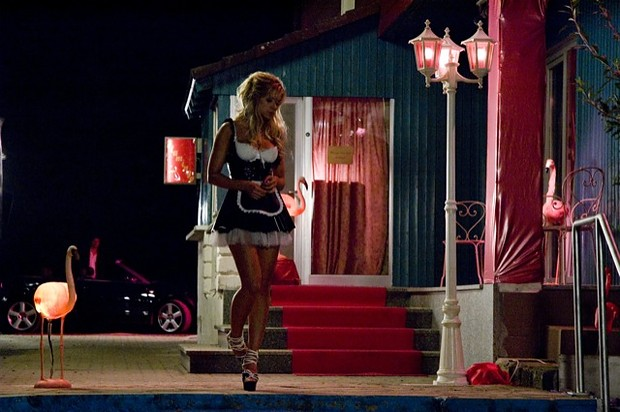
Barbie (Nina-Friederike Gnädig)
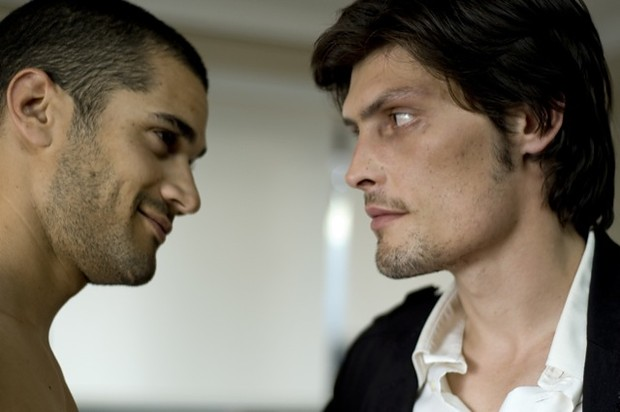
Wassily (Stipe Erceg) et G
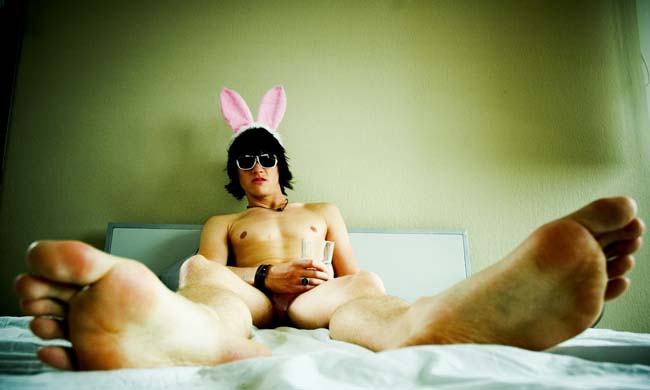
Ron (Ralph Kretschmar (de))
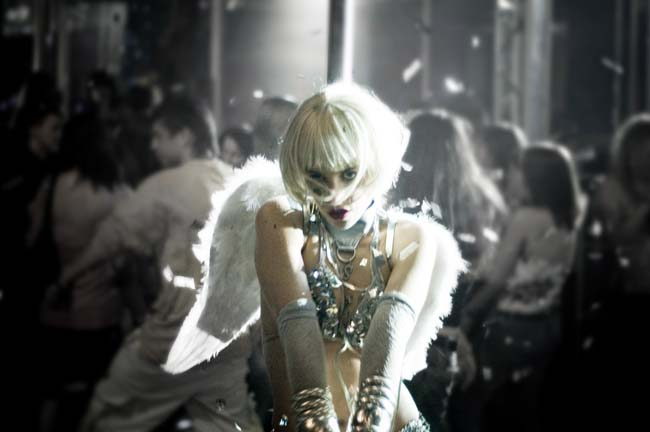
Silver (Julia Dietze)

## Fiche technique
- Titre : Little Paris
- Réalisation : Miriam Dehne
- Scénario : Miriam Dehne
- Musique : Kriton Klingler-Ioannides, Marco Meister
- Direction artistique : Irina Kromayer
- Costumes : Theresa Anna Luther
- Photographie : Sonja Rom (de)
- Son : Florian Kaltenegger
- Montage : Robert Kummer
- Production : Ina-Christina Kersten, Joke Kromschröder
- Sociétés de production : Monaco Film GmbH, Cineplus Media Service Co
- Société de distribution : Kinostar (de)
- Pays d'origine :  Allemagne
- Langue : allemand
- Format : Couleurs - 1,37:1 - Dolby Digital - 35 mm
- Genre : Drame
- Durée : 106 minutes
- Date de sortie :
  -  Allemagne : 18 décembre 2008.

## Distribution
- Sylta Fee Wegmann: Luna
- Patrick Pinheiro (de): G (Gameboy)
- Jasmin Schwiers: Eve
- Nina-Friederike Gnädig: Barbie
- Volker Bruch: Stefan
- Stipe Erceg: Wassily
- Ralph Kretschmar (de): Ron
- Inga Busch: Pat
- Julia Dietze: Silver
- Judith Hildebrandt (de): Daisy

## Autour du film
- Un premier scénario est écrit en 2001-2002 d'après un documentaire télé sur la vie go-go danseuses dans de petites villes.
- Le film doit son nom à la réplique de la Tour Eiffel à Satteldorf où le film est tourné (ainsi que dans la commune voisine de Crailsheim, dans le Bade-Wurtemberg)[1].

## Source de la traduction
- (de) Cet article est partiellement ou en totalité issu de l’article de Wikipédia en allemand intitulé « Little Paris » (voir la liste des auteurs).